# Lijst van Belgische adelsverheffingen 1960
Personen die in 1960 in de Belgische adel werden opgenomen, of een adellijke titel verwierven.

## Gravin
- Jonkvrouw Albertine de Villegas de Saint-Pierre (1880-1970), de persoonlijke titel gravin.

## Baron
- Ridder Willy Coppens de Houthulst, persoonlijke titel baron.

## Ridder
- Firmin van Brée (1880-1960), erfelijke adel en persoonlijke titel ridder.
- André Simonart (1903-1992), hoogleraar, erfelijke adel en persoonlijke titel ridder.

## Jonkheer
- Roch de Diesbach Belleroche (1890-1962), erfelijke Belgische adel.
- Jean-Prosper de Hennin de Boussu Walcourt (1909-1979), inlijving in de Belgische erfelijke adel.
- Pierre Naveau de Marteau (1911-2001), burgemeester van Bommershoven, erfelijke adel.
- Jean-Louis Orts (1923- ), erfelijke adel.
- André Wittouck (1902-1981), erfelijke adel.